# Chlorospingus inornatus
Chlorospingus inornatus là một loài chim trong họ Emberizidae.